# 伏見大手筋商店街

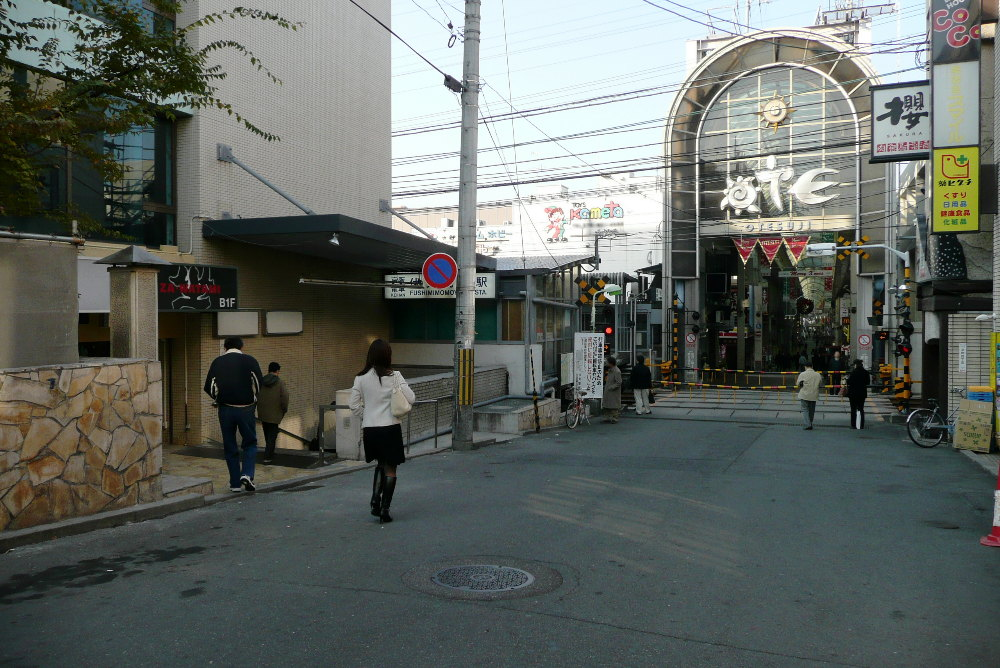
商店街のアーケード（右奥）、左側は京阪伏見桃山駅の入口

伏見大手筋商店街（ふしみおおてすじしょうてんがい）は、京都市伏見区に存在する商店街である。大手筋通のうち、伏見桃山駅から風呂屋町通（納屋町通）の間がアーケードになっている。このアーケードには、日本で初めて太陽光発電パネルが設置され、アーケード内の照明に利用されている。慶長6年（1601年）に徳川家康が日本で初めて設置した伏見銀座と交差する通りであり、商店街内に銀座発祥の地石碑がある。

## 概要
東側より南北の通りを境界として、一番街から四番街の順にブロック分けされて呼称されている。
- 一番街：伏見桃山駅 - 新町通
- 二番街：新町通 - 瀬戸物町
- 三番街：瀬戸物町 - 南部町
- 四番街：南部町 - 風呂屋町通（納屋町通）

2009年（平成21年）3月に「新・がんばる商店街77選」に選ばれた。

## 歴史
- 文禄3年（1594年） - 豊臣秀吉が伏見城築城の際に大手門へ出入りする通りとして大手筋通を造成[2]
- 享保13年（1728年） - 紀伊郡伏見御城図に「大手広庭の前、大手筋通と云う」の記載があり、名前の由来となる。[2]
- 1923年（大正12年） - 1895年（明治28年）日本初の路面電車である京都電気鉄道の伏見線開業、1908年（明治41年）深草村の第16師団設置、1911年（明治44年）の京阪電車の開通、1904年頃（明治37年頃から）からの酒造業の発展などによる人口増により、30基の街路灯（すずらん灯）を設置、大手筋繁栄会を発足し、大手筋商店街として確立する。[3][4]
- 1971年（昭和46年）- 初代アーケード完成[4]
- 1997年（平成9年）- ソーラーアーケード完成[4]
- 2000年（平成12年）- 中心市街地の活性化に関する法律により、伏見地区/中心市街地活性化適用地域に決定[5]

## 交通アクセス
一番街寄り
- 伏見桃山駅（京阪本線）
- 桃山御陵前駅（近鉄京都線）

四番街寄り
- 京都市営バス・京阪バス・京都京阪バス：西大手筋バス停

## 周辺
- 伏見銀座 - 伏見区銀座町一丁目。銀座発祥の地。
- 御香宮神社
- ハローワーク伏見（伏見公共職業安定所）
- 伏見桃山城運動公園（伏見桃山城キャッスルランド跡）
- 伏見区役所
- 京都市伏見中央図書館
- 月桂冠本社・月桂冠大倉記念館
- キザクラカッパカントリー